# The Struggle (album)
The Struggle è il terzo album in studio da solista del rapper statunitense Cappadonna (Wu-Tang Clan), pubblicato nel 2003.

## Tracce
1. Intro  – 0:16
2. Cap Is Back (feat. Lounge Mode) – 3:29
3. Role of a Lifetime (feat. Solomon Childs) – 3:14
4. Blood Brothers (feat. Lounge Mode) – 3:14
5. Mamma (Skit) – 0:18
6. Mamma – 2:53
7. Do It/Push – 3:08
8. Get Away from the Door (feat. Inspectah Deck) – 2:58
9. Money, Cash, Flows (feat. Lounge Mode, Crunch Lo & Remedy) – 3:20
10. I Don't Even Know You – 2:25
11. Make Money Money (Skit) – 0:11
12. Season of da' Vick (feat. Lounge Mode) – 3:12
13. Killa Killa Hill (feat. Raekwon) – 3:37
14. Broken Glass  – 2:44
15. Power to the Peso (feat. Lounge Mode, Shaun Wigz & Solomon Childs) – 3:14
16. Life of a Lesbo – 3:44
17. Pain Is Love (feat. Lounge Mode & Solomon Childs) – 3:19
18. Show (Skit) – 1:00
19. My Kinda Bitch – 2:30
20. We Got This (feat. Polite, Lounge Mode & Remedy) – 4:08
21. Struggle with This (feat. King Just) – 3:29